# Kim Acústico
Kim Acústico é o décimo primeiro álbum de estúdio do cantor Kim, lançado em 2011 pela gravadora Line Records.
O álbum traz músicas românticas e inova com faixas no estilo Sertanejo universitário, como em “A Hora é Essa” e “Declaração de Amor”. 

## Faixas
(Todas as músicas por Kim, exceto onde anotado)
1. A Hora é Essa
2. A Verdade é Você
3. De Volta
4. Declaração de Amor
5. Deus está Comigo
6. Gratidão
7. Mudanças
8. O Amor Eterno
9. Ontem
10. Teus Preceitos (Sinal de Alerta)